# Plastic Dreams
Plastic Dreams est un morceau de musique instrumentale de Jaydee sorti en tant que single en 1992 en Belgique et en 1993 au Royaume-Uni sur le label R&S Records. Premier single de l'artiste, il reste généralement considéré comme l'un des classiques de la house music.
Le single atteint la 1re place du Hot Dance Club Songs le 3 juillet 1993. Des versions remixées sortent en 1997 et 2003.